# Michel Louis
Pour les articles homonymes, voir Louis.
Michel Louis, né en 1955[Où ?], est un directeur du parc zoologique d'Amnéville en Moselle. Il participe à sa création en 1986 et reste en poste jusqu'en novembre 2020, lorsqu'il est évincé à la suite de plusieurs scandales liés à la gestion du parc. Il est également auteur de deux livres.

## Débuts
Passionné par les fauves et le monde du cirque, Michel Louis effectue son service national dans la B.A. 132 de Colmar en qualité de maître-chien.

## Directeur du zoo d'Amnéville
En 1973, il rencontre le futur député-maire d'Amnéville qui lui propose un terrain de cinq hectares pour bâtir un parc zoologique. Les premiers coups de pioche sont donnés en 1985,.
Michel Louis inaugure le Parc zoologique d'Amnéville le 28 juin 1986, avec l'aide de son associé Jean-Marc Vichard. En 2014, le zoo s'étend sur 17 hectares, compte 2 000 animaux, et le nombre de visiteurs annuels dépasse les 600 000.
Michel Louis est à l'initiative du projet d'un spectacle de tigres domptés dans son zoo, il se dit proche du monde du cirque, et a affirmé qu'il aurait pu devenir dresseur. Il se considère d'ailleurs comme l'héritier des grands dresseurs de cirques.
Il est démis de ses fonctions en novembre 2020, à la suite de plusieurs scandales liés à la gestion du parc. Il est remplacé par Anne Yannic, qui annonce l'arrêt définitif du spectacle.

## Publications

### La Bête du Gévaudan, l'innocence des loups
Michel Louis publie en 1992 un livre sur la Bête du Gévaudan, un animal mystérieux à l'origine d'une centaine d’attaques survenues entre le 30 juin 1764 et le 19 juin 1767 dans le nord de l'actuel département de la Lozère. Il dit avoir consulté une centaine d'archives et de documents historiques pour réhabiliter le loup sauvage qu'il considère comme trop timide pour être responsable de ces agressions. Il accuse le comte Jean-François Charles de Morangiès, d’être le principal instigateur des crimes avec l'aide d'un hybride de chien et de loup dressé à tuer et revêtu d'une cuirasse en peau de sanglier qui aurait protégé la Bête des balles et lames et qui aurait constituée la fameuse raie noir dorsale, qui n'est pas mentionnée dans l’autopsie de la Bête. Cette théorie est reprise par plusieurs autres œuvres.
Michel Louis intervient pour défendre sa thèse dans les bonus DVD du film Le Pacte des loups de Christophe Gans, dans l'émission Secrets d'histoire de Stéphane Bern, ainsi que dans l'émission Au cœur de l'histoire de Franck Ferrand.

### Terreur dans la brousse

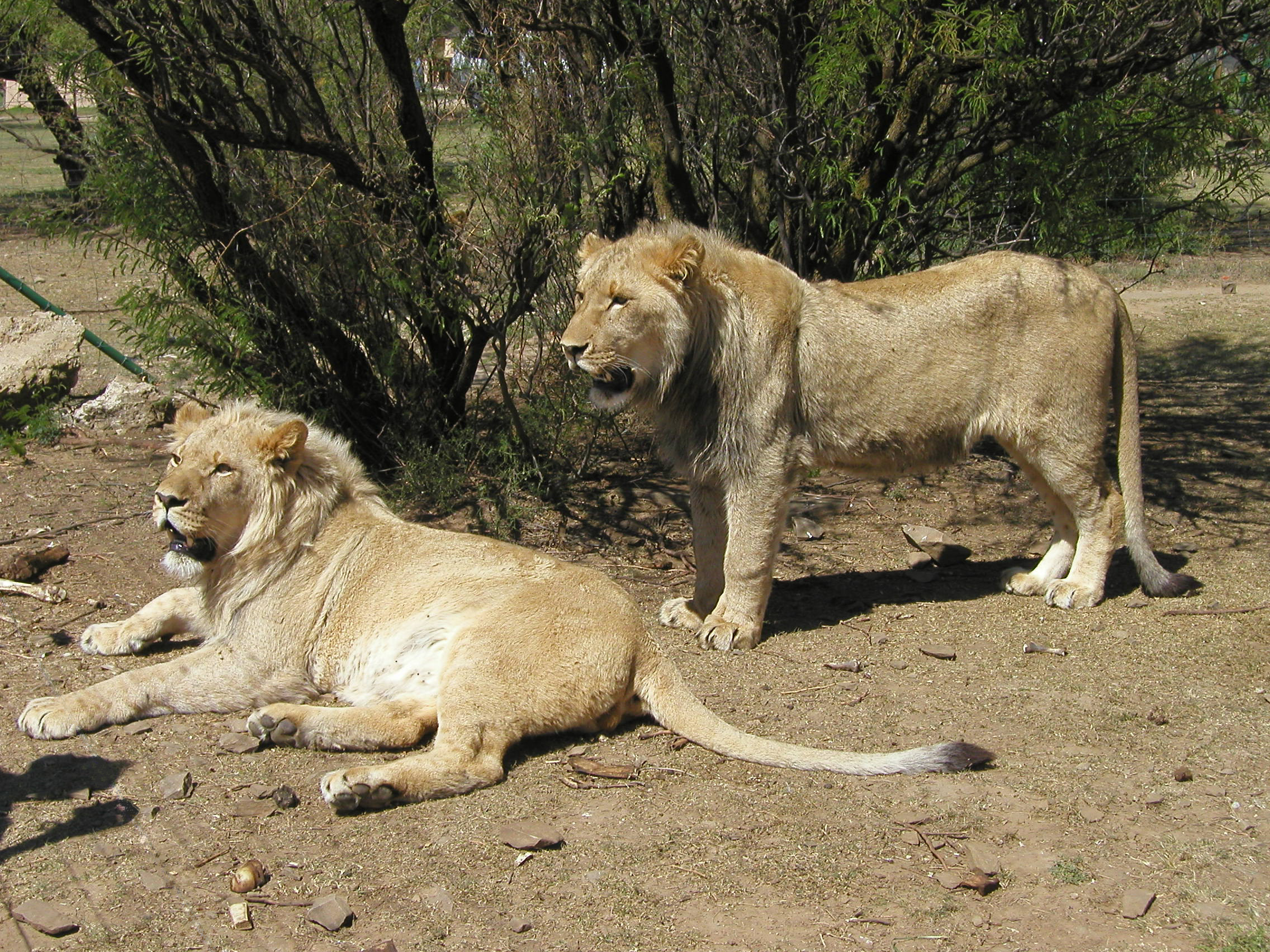
Deux lions mâles semblables au mangeurs d'hommes de 1898.

Familier de l'Afrique, Michel Louis publie, en 2011, Terreur dans la brousse, qui retrace l'histoire de deux lions mangeurs d'hommes qui firent près de 140 victimes au cœur de l'actuel Parc national de Tsavo East. Les deux fauves furent abattus en 1898 par le lieutenant-colonel John Henry Patterson, de la Compagnie britannique impériale d'Afrique de l'Est. Les dépouilles des lions sont aujourd’hui conservées au Field Museum de Chicago, Illinois. Une partie de l'ouvrage est consacrée à la conservation de la biodiversité et au soutien humanitaire aux populations locales.